# Xenocytaea zabkai
Xenocytaea zabkai är en spindelart som beskrevs av Berry, Beatty, Prószynski 1998. Xenocytaea zabkai ingår i släktet Xenocytaea och familjen hoppspindlar. Inga underarter finns listade i Catalogue of Life.